# Frankenwinheim
Frankenwinheim là một đô thị tại huyện Schweinfurt bang Bayern, Đức.